# Championnat d'Europe masculin de basket-ball 2013
Navigation
Édition précédente Édition suivante
Le championnat d’Europe de basket-ball 2013, ou EuroBasket 2013, est le 38e championnat d’Europe de basket-ball masculin organisé par la FIBA Europe. La compétition a lieu en Slovénie du 4 au 22 septembre 2013.
La France remporte la compétition, son tout premier titre international, en battant la Lituanie en finale 80 à 66 le 22 septembre 2013. Tony Parker est élu MVP (meilleur joueur) de ce tournoi dont il est également le meilleur marqueur. L'Espagne, double tenante du titre, battue 75 à 72 en demi-finale par la France, prend la troisième place après sa victoire 92 à 66 devant la Croatie.

## Préparation de l’événement

### Choix du pays hôte
Six pays ont présenté une candidature potentielle à l'organisation du Championnat d'Europe de basket-ball 2013 : Bosnie-Herzégovine, Croatie, République tchèque, Allemagne, Italie et Slovénie. Les pays intéressés doivent soumettre une candidature formelle à la FIBA avant le 31 août 2010. Le 5 septembre 2010, la FIBA annonce que deux pays seulement, la Slovénie et l'Italie, ont soumis une demande complète et formelle. L'Italie annonce le 15 octobre 2010 le retrait de sa candidature à l'organisation de l'Eurobasket. La Fédération de Slovénie de basket-ball (KZS) reste donc le seul candidat organisateur.
Cette candidature n'est officiellement approuvée qu'après la réunion de la FIBA Europe à Munich le 5 décembre 2010. En mars 2011, la KZS nomme l'économiste Aleš Križnar directeur de l'événement.

### Villes hôtes
Le 24 mars 2011, les quatre villes accueillant les matches de poules sont désignées : Novo Mesto, Jesenice, Koper et Ptuj, tandis que la phase finale se disputera à l'Arena Stožice de Ljubljana, la capitale. Le 18 juin 2012, Ptuj annule sa participation, suivie par Novo Mesto le 2 juillet 2012. Le 28 août 2012, elles sont officiellement remplacées par Celje et la Hala Tivoli de Ljubljana.
| Jesenice                       | Ljubljana                            | Celje                |
| ------------------------------ | ------------------------------------ | -------------------- |
| Dvorana Podmežakla 5 500       | Arena Stožice 13 000                 | Zlatorog Arena 5 500 |
| Koper                          | \| Ljubljana Celje Jesenice Koper \| | Ljubljana            |
| Bonifika Hall 5 000            | \| Ljubljana Celje Jesenice Koper \| | Hala Tivoli 5 500    |
| Ljubljana Celje Jesenice Koper |                                      |                      |

### Qualifications

Pays qualifiés pour l'EuroBasket 2013.

| Compétition                                          | Date                                                 | Places | Qualifiés |
| ---------------------------------------------------- | ---------------------------------------------------- | ------ | --- |
| Équipe organisatrice                                 | –                                                    | 1      | Slovénie |
| Participants aux JO 2012 et au tournoi pré-olympique | 28 juillet – 12 août 2012 2 juillet – 8 juillet 2012 | 7      | Espagne France Grande-Bretagne Grèce Lituanie Macédoine Russie                                                                                           |
| Qualifiés issus du tournoi de qualification          | 15 août – 11 septembre 2012                          | 16     | Allemagne Belgique Bosnie-Herzégovine Croatie Finlande Géorgie Israël Italie Lettonie Monténégro Pologne République tchèque Serbie Suède Turquie Ukraine |

### Tirage au sort
Le tirage au sort des groupes a eu lieu le 18 novembre 2012 à Postojna (en Slovénie). Les équipes sont réparties en 6 chapeaux et sont ensuite regroupées en quatre poules de six.

### Chapeaux
Les chapeaux sont constitués de la façon suivante :
- les deux premiers chapeaux sont composés selon le classement de l'Eurobasket 2011 ;
- la Grande-Bretagne est versée dans le chapeau 2 en qualité d'organisatrice des JO 2012 ;
- les équipes restantes proviennent des tours de qualification.

| Pot 1                           | Pot 2                                   | Pot 3                               | Pot 4                                       | Pot 5                             | Pot 6                                  |
| ------------------------------- | --------------------------------------- | ----------------------------------- | ------------------------------------------- | --------------------------------- | -------------------------------------- |
| Espagne France Russie Macédoine | Lituanie Grèce Slovénie Grande-Bretagne | Italie Croatie Allemagne Monténégro | Finlande Pologne Ukraine Bosnie-Herzégovine | Géorgie Belgique Lettonie Turquie | République tchèque Serbie Israël Suède |

## Acteurs

### Absents
De nombreux joueurs des nations phares, évoluant principalement en NBA et dans les grands clubs européens, sont absents :
- les Espagnols Pau Gasol (Lakers de Los Angeles, 3 fois dans le cinq du championnat en 2007, 2009 et 2011), Serge Ibaka (Thunder d'Oklahoma City), Juan Carlos Navarro (FC Barcelone) et Felipe Reyes (Real Madrid) ;
- les Français Joakim Noah (Bulls de Chicago), Ian Mahinmi (Pacers de l'Indiana), Kevin Seraphin (Wizards de Washington), Ali Traoré et Ronny Turiaf (Timberwolves du Minnesota) ;
- les Russes Viktor Khryapa (CSKA Moscou), les pivots Timofeï Mozgov (Nuggets de Denver) et Sasha Kaun (CSKA Moscou) et le meneur Sergueï Bykov (MBK Dynamo Moscou) et Andreï Vorontsevitch (CSKA Moscou), de même que l'entraîneur grec Fotis Katsikaris qui a démissionné[10] ;
- les Slovènes Erazem Lorbek (FC Barcelone) et Samo Udrih (CB Valladolid) ;
- l'Anglais Luol Deng (Bulls de Chicago)[11] ;
- les Italiens Danilo Gallinari (Nuggets de Denver, rupture du ligament croisé antérieur du genou gauche début avril), Daniel Hackett (Montepaschi Siena), Stefano Mancinelli (PMS Turin), Andrea Bargnani (Knicks de New York, pneumonie)[12] ;
- les Allemands Dirk Nowitzki (Mavericks de Dallas) et Chris Kaman (Lakers de Los Angeles)[13] ;
- les Monténégrins Nikola Peković (Timberwolves du Minnesota) et Marko Todorović (FC Barcelone) ;
- les Grecs Kosta Koufos (Nuggets de Denver) et Sofoklís Schortsianítis (Olympiakós Le Pirée) ;
- le Letton Andris Biedriņš (Warriors de Golden State).

### Arbitres
Le 26 février 2013, la FIBA a dévoilé la liste des arbitres qui officieront pour les championnats d'Europe masculin et féminin de 2013. Pour la compétition féminine, elle a retenu 27 arbitres (dont neuf femmes), répartis en deux listes. La première comporte les arbitres des nations participant aux compétitions (24) et la seconde les arbitres neutres (16). Ils sont encadrés par sept commissaires et un chef commissaire.
Arbitres des nations engagées
| - David Berekashvili - Joseph Bissang - Vicente Bulto - Guerrino Cerebuch - Srdan Dozai - Igor Dragojevic - Ranaud Geller - Milivoje Jovcic | - Apostolos Kalpakas - Juris Kokainis - Ilías Koromilás - Sergey Krug - Jurgis Laurinavicius - Robert Lottermoser - Petri Mäntylä - Aleksandar Milojevic | - Rüstü Nuran - Petar Obradovic - Saso Petek - Seffi Shemmesh - Tomasz Trawicki - Robert Vyklicky - Neil Wilkinson - Sergiy Zashchuk |

Arbitres neutres
| - Juan Arteaga - Ilija Belosevic - Chrístos Christodoúlou - Gentian Cici - Marius Ciulin - Marek Cmikiewicz | - Omer Esteron - Damir Javor - Luigi Lamonica - Oļegs Latiševs - Anton Makhlin | - Emin Mogulkoc - Sreten Radovic - Fernando Rocha - Borys Ryzhyk - Ademir Zurapovic |

## Premier tour

### Format de la compétition
Les vingt-quatre équipes qualifiées sont réparties en quatre groupes de six. Chaque équipe marque deux points en cas de victoire, un point en cas de défaite et de défaite par défaut (l'équipe est réduite à deux joueurs sur le terrain) et zéro point en cas de forfait (impossibilité pour une équipe d'aligner cinq joueurs au départ du match).
Pour départager les équipes à la fin des matchs de poules en cas d'égalité de points, les critères de la FIBA sont appliqués (dans l'ordre) :
1. résultat des matchs particuliers entre les équipes concernées ;
2. différence entre points marqués et encaissés entre les équipes concernées ;
3. différence entre points marqués et encaissés de tous les matchs joués ;
4. plus grand nombre de points marqués.

Les équipes terminant aux trois premières places sont qualifiées pour le second tour, où elles gardent les points acquis contre les autres équipes de leur groupe elles aussi qualifiées.
| Légende                           |
| --------------------------------- |
| Qualification pour le second tour |
| Élimination du championnat        |

### Les quatre groupes
|   | Groupe A        | Groupe B           | Groupe C           | Groupe D |
| - | --------------- | ------------------ | ------------------ | -------- |
| 1 | France          | Macédoine          | Espagne            | Russie   |
| 2 | Grande-Bretagne | Lituanie           | Slovénie           | Grèce    |
| 3 | Allemagne       | Monténégro         | Croatie            | Italie   |
| 4 | Ukraine         | Bosnie-Herzégovine | Pologne            | Finlande |
| 5 | Belgique        | Lettonie           | Géorgie            | Turquie  |
| 6 | Israël          | Serbie             | République tchèque | Suède    |

#### Groupe A
| Groupe A (Ljubljana - Tivoli Arena) |                 |     |   |   |     |     |      |     |
|                                     | Équipe          | Pts | G | P | PP  | PC  | Diff | Dép |
| 1                                   | France          | 9   | 4 | 1 | 403 | 344 | +59  | +6  |
| 2                                   | Ukraine         | 9   | 4 | 1 | 378 | 352 | +26  | -6  |
| 3                                   | Belgique        | 7   | 2 | 3 | 344 | 371 | -17  | +9  |
| 4                                   | Grande-Bretagne | 7   | 2 | 3 | 360 | 396 | -36  | +2  |
| 5                                   | Allemagne       | 7   | 2 | 3 | 390 | 396 | -6   | -11 |
| 6                                   | Israël          | 6   | 1 | 4 | 364 | 380 | -16  |     |

| 4 septembre | Israël          | 71 - 75ap |  | Grande-Bretagne |
| 4 septembre | Belgique        | 57 - 58   |  | Ukraine         |
| 4 septembre | France          | 74 - 80   |  | Allemagne       |
| 5 septembre | Ukraine         | 74 - 67   |  | Israël          |
| 5 septembre | Allemagne       | 73 - 77ap |  | Belgique        |
| 5 septembre | Grande-Bretagne | 65 - 88   |  | France          |
| 6 septembre | Allemagne       | 83 - 88   |  | Ukraine         |
| 6 septembre | Belgique        | 76 - 71   |  | Grande-Bretagne |
| 6 septembre | France          | 82 - 63   |  | Israël          |
| 8 septembre | Grande-Bretagne | 81 - 74   |  | Allemagne       |
| 8 septembre | Ukraine         | 71 - 77   |  | France          |
| 8 septembre | Israël          | 87 - 69   |  | Belgique        |
| 9 septembre | Grande-Bretagne | 68 - 87   |  | Ukraine         |
| 9 septembre | Allemagne       | 80 - 76   |  | Israël          |
| 9 septembre | Belgique        | 65 - 82   |  | France          |

#### Groupe B
| Groupe B (Jesenice) |                    |     |   |   |     |     |      |     |
|                     | Équipe             | Pts | G | P | PP  | PC  | Diff | Dép |
| 1                   | Serbie             | 8   | 3 | 2 | 371 | 366 | +5   | +26 |
| 2                   | Lituanie           | 8   | 3 | 2 | 347 | 337 | +10  | -5  |
| 3                   | Lettonie           | 8   | 3 | 2 | 365 | 360 | +5   | -6  |
| 4                   | Bosnie-Herzégovine | 8   | 3 | 2 | 358 | 359 | -1   | -15 |
| 5                   | Monténégro         | 7   | 2 | 3 | 376 | 382 | -6   |     |
| 6                   | Macédoine          | 6   | 1 | 4 | 356 | 369 | -13  |     |

| 4 septembre | Lettonie           | 86 - 75   |  | Bosnie-Herzégovine |
| 4 septembre | Macédoine          | 80 - 81   |  | Monténégro         |
| 4 septembre | Serbie             | 63 - 56   |  | Lituanie           |
| 5 septembre | Monténégro         | 72 - 73   |  | Lettonie           |
| 5 septembre | Bosnie-Herzégovine | 67 - 77   |  | Serbie             |
| 5 septembre | Lituanie           | 75 - 67   |  | Macédoine          |
| 6 septembre | Monténégro         | 70 - 76   |  | Bosnie-Herzégovine |
| 6 septembre | Lettonie           | 59 - 67   |  | Lituanie           |
| 6 septembre | Macédoine          | 89 - 75   |  | Serbie             |
| 8 septembre | Bosnie-Herzégovine | 62 - 54   |  | Macédoine          |
| 8 septembre | Serbie             | 80 - 71   |  | Lettonie           |
| 8 septembre | Lituanie           | 77 - 70ap |  | Monténégro         |
| 9 septembre | Lettonie           | 76 - 66   |  | Macédoine          |
| 9 septembre | Lituanie           | 72 - 78   |  | Bosnie-Herzégovine |
| 9 septembre | Monténégro         | 83 - 76   |  | Serbie             |

#### Groupe C
| Groupe C (Celje) |                    |     |   |   |     |     |      |     |
|                  | Équipe             | Pts | G | P | PP  | PC  | Diff | Dép |
| 1                | Espagne            | 9   | 4 | 1 | 369 | 269 | +100 | +28 |
| 2                | Croatie            | 9   | 4 | 1 | 337 | 341 | -4   | -28 |
| 3                | Slovénie           | 8   | 3 | 2 | 347 | 344 | +3   |     |
| 4                | République tchèque | 7   | 2 | 3 | 316 | 339 | -23  |     |
| 5                | Géorgie            | 6   | 1 | 4 | 366 | 394 | -28  | +17 |
| 6                | Pologne            | 6   | 1 | 4 | 329 | 377 | -48  | -17 |

| 4 septembre | Géorgie            | 84 - 67    |  | Pologne            |
| 4 septembre | Espagne            | 68 - 40    |  | Croatie            |
| 4 septembre | République tchèque | 60 - 62    |  | Slovénie           |
| 5 septembre | Croatie            | 77 - 76    |  | Géorgie            |
| 5 septembre | Pologne            | 68 - 69    |  | République tchèque |
| 5 septembre | Slovénie           | 78 - 69    |  | Espagne            |
| 7 septembre | Espagne            | 60 - 39    |  | République tchèque |
| 7 septembre | Croatie            | 74 - 70    |  | Pologne            |
| 7 septembre | Géorgie            | 68 - 72    |  | Slovénie           |
| 8 septembre | Pologne            | 53 - 89    |  | Espagne            |
| 8 septembre | République tchèque | 95 - 79    |  | Géorgie            |
| 8 septembre | Slovénie           | 74 - 76 ap |  | Croatie            |
| 9 septembre | Géorgie            | 59 - 83    |  | Espagne            |
| 9 septembre | Croatie            | 70 - 53    |  | République tchèque |
| 9 septembre | Slovénie           | 61 - 71    |  | Pologne            |

#### Groupe D
Ce groupe est le plus relevé avec trois équipes classées dans les dix premières nations mondiales au classement FIBA, la Grèce (4e), la Russie (6e) et la Turquie (7e). Elles sont accompagnées  de l'Italie (21e), de la Finlande (48e) et de la Suède. La Russie, troisième du dernier championnat d'Europe et des Jeux olympiques de 2012, et la Turquie, vice-championne du monde 2010, sont éliminées dès ce premier tour. Les équipes d'Italie, de Finlande et de Grèce sont qualifiées avant même la dernière journée du groupe D et terminent dans cet ordre. La Grèce, 4e mondiale, partira au second tour avec 2 défaites.   
| Groupe D (Koper) |          |     |   |   |     |     |      |     |
|                  | Équipe   | Pts | G | P | PP  | PC  | Diff | Dép |
| 1                | Italie   | 10  | 5 | 0 | 391 | 339 | +52  |     |
| 2                | Finlande | 9   | 4 | 1 | 358 | 337 | +21  |     |
| 3                | Grèce    | 8   | 3 | 2 | 392 | 350 | +42  |     |
| 4                | Suède    | 6   | 1 | 4 | 345 | 391 | -46  | +6  |
| 5                | Turquie  | 6   | 1 | 4 | 355 | 398 | -43  | +1  |
| 6                | Russie   | 6   | 1 | 4 | 374 | 400 | -26  | -7  |

| 4 septembre | Turquie  | 55 - 61   |  | Finlande |
| 4 septembre | Suède    | 51 - 79   |  | Grèce    |
| 4 septembre | Russie   | 69 - 76   |  | Italie   |
| 5 septembre | Finlande | 81 - 60   |  | Suède    |
| 5 septembre | Italie   | 90 - 75   |  | Turquie  |
| 5 septembre | Grèce    | 80 - 71   |  | Russie   |
| 7 septembre | Russie   | 62 - 81   |  | Suède    |
| 7 septembre | Italie   | 62 - 44   |  | Finlande |
| 7 septembre | Turquie  | 61 - 84   |  | Grèce    |
| 8 septembre | Finlande | 86 - 83ap |  | Russie   |
| 8 septembre | Grèce    | 72 - 81   |  | Italie   |
| 8 septembre | Suède    | 74 - 87   |  | Turquie  |
| 9 septembre | Grèce    | 77 - 86   |  | Finlande |
| 9 septembre | Italie   | 82 - 79   |  | Suède    |
| 9 septembre | Turquie  | 77 - 89   |  | Russie   |

## Deuxième tour
Les trois premiers des poules A et B se rencontrent dans une nouvelle poule, de même pour les trois premiers des poules C et D. Les résultats entre les équipes appartenant à un même groupe au premier tour sont conservés.

### Groupe E
| Groupe E (Ljubljana - Stozice Arena) |          |     |   |   |     |     |      |     |  |
|                                      | Équipe   | Pts | G | P | PP  | PC  | Diff | Dép |  |
| 1                                    | Serbie   | 9   | 4 | 1 | 371 | 343 | +28  | +7  |  |
| 2                                    | Lituanie | 9   | 4 | 1 | 355 | 314 | +41  | -7  |  |
| 3                                    | France   | 8   | 3 | 2 | 388 | 380 | +8   |     |  |
| 4                                    | Ukraine  | 7   | 2 | 3 | 325 | 364 | -39  |     |  |
| 5                                    | Belgique | 6   | 1 | 4 | 318 | 358 | -40  | +4  |  |
| 6                                    | Lettonie | 6   | 1 | 4 | 362 | 360 | +2   | -4  |  |

| 11 septembre 2013 | Lettonie | 85 - 51  |  | Ukraine  |
| 11 septembre 2013 | Belgique | 69 - 76  |  | Serbie   |
| 11 septembre 2013 | Lituanie | 76 - 62  |  | France   |
| 13 septembre 2013 | Lituanie | 86 - 67  |  | Belgique |
| 13 septembre 2013 | Ukraine  | 82 - 75  |  | Serbie   |
| 13 septembre 2013 | France   | 102 - 91 |  | Lettonie |
| 15 septembre 2013 | Lettonie | 56 - 60  |  | Belgique |
| 15 septembre 2013 | Ukraine  | 63 - 70  |  | Lituanie |
| 15 septembre 2013 | Serbie   | 77 - 65  |  | France   |

### Groupe F
| Groupe F (Ljubljana - Stozice Arena) |          |     |   |   |     |     |      |     |  |
|                                      | Équipe   | Pts | G | P | PP  | PC  | Diff | Dép |  |
| 1                                    | Croatie  | 9   | 4 | 1 | 372 | 361 | +11  |     |  |
| 2                                    | Slovénie | 8   | 3 | 2 | 385 | 379 | +6   | +7  |  |
| 3                                    | Italie   | 8   | 3 | 2 | 374 | 357 | +17  | -7  |  |
| 4                                    | Espagne  | 7   | 2 | 3 | 375 | 339 | +36  | +26 |  |
| 5                                    | Finlande | 7   | 2 | 3 | 341 | 385 | -44  | -26 |  |
| 6                                    | Grèce    | 6   | 1 | 4 | 381 | 407 | -26  |     |  |

| 12 septembre 2013 | Finlande | 63 - 88   |  | Croatie  |
| 12 septembre 2013 | Grèce    | 79 - 75   |  | Espagne  |
| 12 septembre 2013 | Slovénie | 84 - 77   |  | Italie   |
| 14 septembre 2013 | Croatie  | 76 - 68   |  | Italie   |
| 14 septembre 2013 | Espagne  | 82 - 56   |  | Finlande |
| 14 septembre 2013 | Grèce    | 65 - 73   |  | Slovénie |
| 16 septembre 2013 | Croatie  | 92 - 88ap |  | Grèce    |
| 16 septembre 2013 | Italie   | 86 - 81ap |  | Espagne  |
| 16 septembre 2013 | Finlande | 92 - 76   |  | Slovénie |

## Tableau final (Ljubljana- Arena Stožice)
|  | Quarts de finale | Quarts de finale | Quarts de finale | Quarts de finale |          |          | Demi-finales | Demi-finales | Demi-finales                  | Demi-finales                  |                               |                               | Finale       | Finale       | Finale       | Finale       |
|  |                  |                  |                  |                  |          |          |              |              |                               |                               |                               |                               |              |              |              |              |
|  | 18 septembre     | 18 septembre     | 18 septembre     | 18 septembre     |          |          | 20 septembre | 20 septembre | 20 septembre                  | 20 septembre                  |                               |                               | 22 septembre | 22 septembre | 22 septembre | 22 septembre |
|  | 18 septembre     | 18 septembre     | 18 septembre     | 18 septembre     |          |          | 20 septembre | 20 septembre | 20 septembre                  | 20 septembre                  |                               |                               | 22 septembre | 22 septembre | 22 septembre | 22 septembre |
|  | E1               | Serbie           | 60               | 60               |          |          | 20 septembre | 20 septembre | 20 septembre                  | 20 septembre                  |                               |                               | 22 septembre | 22 septembre | 22 septembre | 22 septembre |
|  | E1               | Serbie           | 60               | 60               |          |          | 20 septembre | 20 septembre | 20 septembre                  | 20 septembre                  |                               |                               | 22 septembre | 22 septembre | 22 septembre | 22 septembre |
|  | F4               | Espagne          | 90               | 90               |          |          | 20 septembre | 20 septembre | 20 septembre                  | 20 septembre                  |                               |                               | 22 septembre | 22 septembre | 22 septembre | 22 septembre |
|  | F4               | Espagne          | 90               | 90               | Espagne  | Espagne  | 72           | 72           |                               |                               |                               |                               | 22 septembre | 22 septembre | 22 septembre | 22 septembre |
|  | 18 septembre     |                  |                  |                  | Espagne  | Espagne  | 72           | 72           |                               |                               |                               |                               | 22 septembre | 22 septembre | 22 septembre | 22 septembre |
|  |                  |                  | France           | France           | 75ap     | 75ap     |              |              |                               |                               |                               |                               | 22 septembre | 22 septembre | 22 septembre | 22 septembre |
|  | F2               | Slovénie         | France           | France           | 75ap     | 75ap     | 62           | 62           |                               |                               |                               |                               | 22 septembre | 22 septembre | 22 septembre | 22 septembre |
|  | F2               | Slovénie         | 20 septembre     |                  |          |          | 62           | 62           |                               |                               |                               |                               | 22 septembre | 22 septembre | 22 septembre | 22 septembre |
|  | E3               | France           | 72               | 72               |          |          |              |              |                               |                               |                               |                               | 22 septembre | 22 septembre | 22 septembre | 22 septembre |
|  | E3               | France           | 72               | 72               | France   | France   | 80           | 80           |                               |                               |                               |                               |              |              |              |              |
|  | 19 septembre     |                  |                  |                  | France   | France   | 80           | 80           |                               |                               |                               |                               |              |              |              |              |
|  |                  |                  | Lituanie         | Lituanie         | 66       | 66       |              |              |                               |                               |                               |                               |              |              |              |              |
|  | E2               | Lituanie         | Lituanie         | Lituanie         | 66       | 66       | 81           | 81           |                               |                               |                               |                               |              |              |              |              |
|  | E2               | Lituanie         |                  |                  |          |          |              |              |                               |                               |                               |                               |              |              |              |              |
|  | F3               | Italie           | 77               | 77               |          |          |              |              |                               |                               |                               |                               |              |              |              |              |
|  | F3               | Italie           | 77               | 77               | Lituanie | Lituanie | 77           | 77           | Match pour la troisième place | Match pour la troisième place | Match pour la troisième place | Match pour la troisième place |              |              |              |              |
|  | 19 septembre     |                  |                  |                  | Lituanie | Lituanie | 77           | 77           | Match pour la troisième place | Match pour la troisième place | Match pour la troisième place | Match pour la troisième place |              |              |              |              |
|  |                  |                  | Croatie          | Croatie          | 62       | 62       |              |              | 22 septembre                  | 22 septembre                  | 22 septembre                  | 22 septembre                  |              |              |              |              |
|  | F1               | Croatie          | Croatie          | Croatie          | 62       | 62       | 84           | 84           | 22 septembre                  | 22 septembre                  | 22 septembre                  | 22 septembre                  |              |              |              |              |
|  | F1               | Croatie          |                  |                  |          |          |              | 84           |                               |                               | Espagne                       | Espagne                       | 92           | 92           |              |              |
|  | E4               | Ukraine          | 72               | 72               |          |          |              |              |                               |                               | Espagne                       | Espagne                       | 92           | 92           |              |              |
|  | E4               | Ukraine          | 72               | 72               | Croatie  | Croatie  | 66           | 66           |                               |                               |                               |                               |              |              |              |              |
|  |                  |                  |                  |                  |          |          |              |              |                               |                               |                               |                               |              |              |              |              |

|  | Tour de classement | Tour de classement |          |    | 5e place     | 5e place     |
|  | Tour de classement | Tour de classement |          |    | 5e place     | 5e place     |
|  |                    |                    |          |    |              |              |
|  | 19 septembre       | 19 septembre       |          |    | 21 septembre | 21 septembre |
|  | 19 septembre       | 19 septembre       |          |    | 21 septembre | 21 septembre |
|  | Serbie             | 74                 |          |    | 21 septembre | 21 septembre |
|  | Serbie             | 74                 |          |    | 21 septembre | 21 septembre |
|  | Slovénie           | 92                 |          |    | 21 septembre | 21 septembre |
|  | Slovénie           | 92                 | Slovénie | 69 |              |              |
|  | 20 septembre       |                    | Slovénie | 69 |              |              |
|  |                    | Ukraine            | 63       |    |              |              |
|  | Italie             | Ukraine            | 63       | 58 |              |              |
|  | Italie             |                    |          | 58 |              |              |
|  | Ukraine            | 66                 |          |    |              |              |
|  | Ukraine            | 66                 | 7e place |    |              |              |
|  |                    |                    |          |    |              |              |
|  | 21 septembre       |                    |          |    |              |              |
|  |                    |                    |          |    |              |              |
|  | Serbie             | 76                 |          |    |              |              |
|  | Serbie             | 76                 |          |    |              |              |
|  | Italie             | 64                 |          |    |              |              |
|  | Italie             | 64                 |          |    |              |              |

## Classement final
Ce championnat qualifie les 6 premières équipes (en plus de l'Espagne, pays organisateur) pour la Coupe du monde 2014 (anciennement appelée championnat du monde). Il qualifie aussi ces équipes pour le Championnat d'Europe 2015
Le classement final est établi au-delà de la 8e place comme suit :
- sont classées 9e les deux équipes qui ont fini à la cinquième place de leur poule du second tour ;
- sont classées 11e les deux équipes qui ont fini à la sixième place de leur poule du second tour ;
- sont classées 13e les quatre équipes qui ont fini à la quatrième place de leur poule du premier tour ;
- sont classées 17e les quatre équipes qui ont fini à la cinquième place de leur poule du premier tour ;
- sont classées 21e les quatre équipes qui ont fini à la sixième place de leur poule du premier tour.

| Place | Équipes            | V-D | Dép |
| ----- | ------------------ | --- | --- |
| 1     | France             | 8-3 |     |
| 2     | Lituanie           | 8-3 |     |
| 3     | Espagne            | 7-4 |     |
| 4     | Croatie            | 8-3 |     |
| 5     | Slovénie           | 7-4 |     |
| 6     | Ukraine            | 6-5 |     |
| 7     | Serbie             | 6-5 |     |
| 8     | Italie             | 6-5 |     |
| 9     | Finlande           | 5-3 |     |
| 9     | Belgique           | 3-5 |     |
| 11    | Grèce              | 4-4 | +34 |
| 11    | Lettonie           | 4-4 | +24 |
| 13    | Bosnie-Herzégovine | 3-2 | -1  |
| 13    | République tchèque | 2-3 | -23 |
| 13    | Grande-Bretagne    | 2-3 | -36 |
| 13    | Suède              | 1-4 | -46 |
| 17    | Allemagne          | 2-3 | -6  |
| 17    | Monténégro         | 2-3 | -6  |
| 17    | Géorgie            | 1-4 | -28 |
| 17    | Turquie            | 1-4 | -43 |
| 21    | Macédoine          | 1-4 | -13 |
| 21    | Israël             | 1-4 | -26 |
| 21    | Russie             | 1-4 | -26 |
| 21    | Pologne            | 1-4 | -48 |

## Récompenses et statistiques

### Récompenses
Les récompenses individuelles sont les suivantes :
- Meilleur joueur :  Tony Parker
- Meilleur marqueur :  Tony Parker
- Équipe type : 
  -  Tony Parker (Meneur)
  -  Goran Dragić (Arrière)
  -  Bojan Bogdanović (Ailier)
  -  Linas Kleiza (Ailier fort)
  -  Marc Gasol (Pivot)

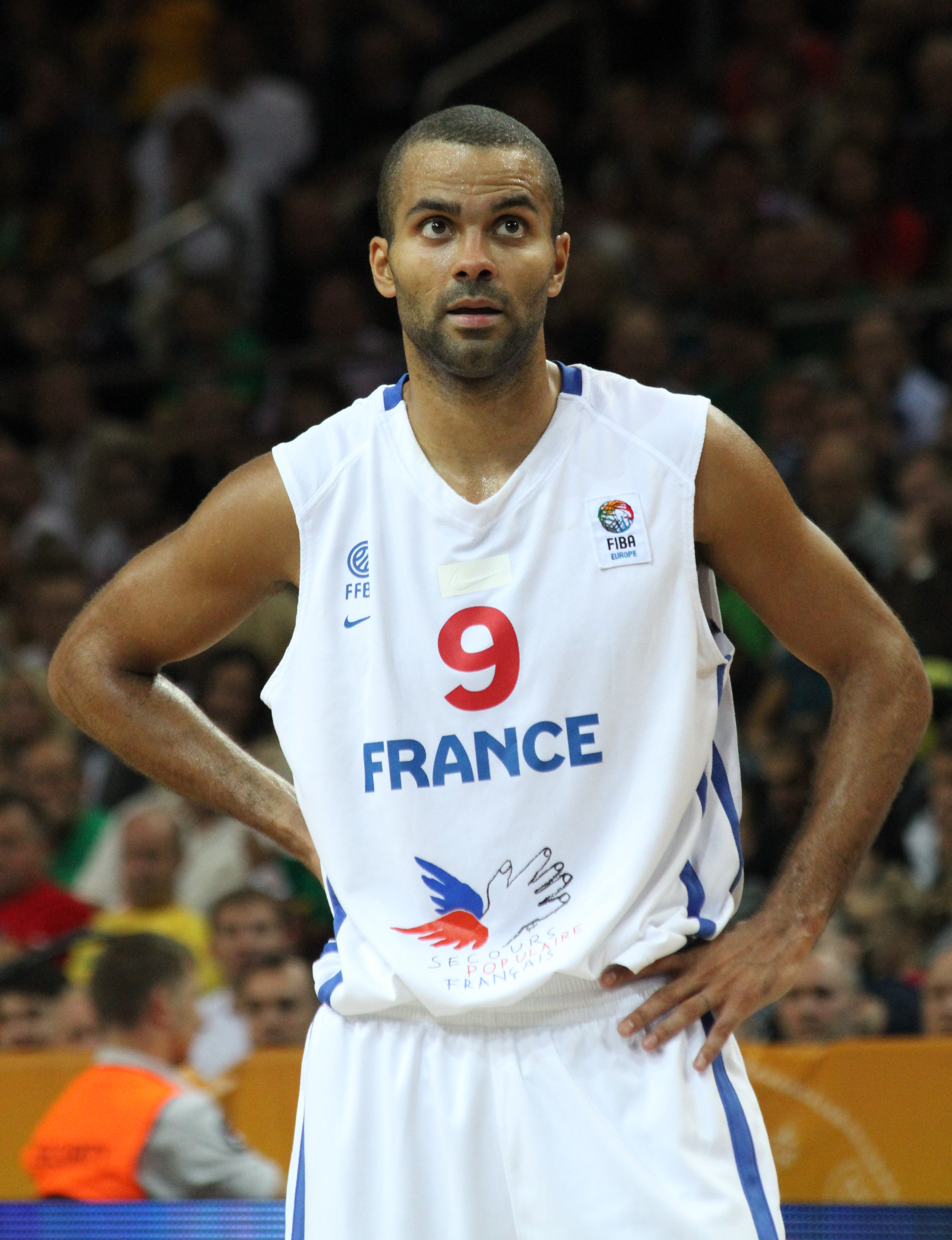
Tony Parker
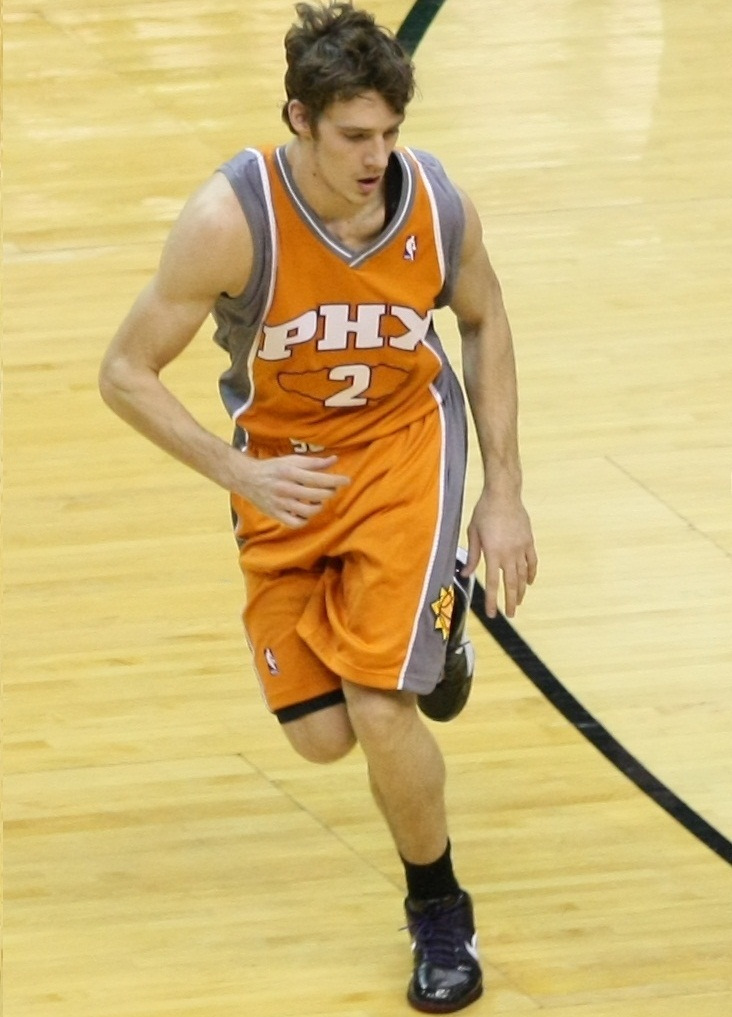
Goran Dragić
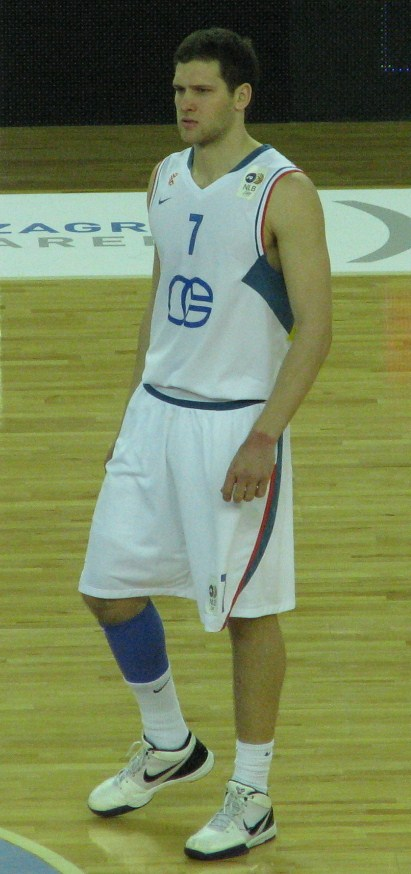
Bojan Bogdanović
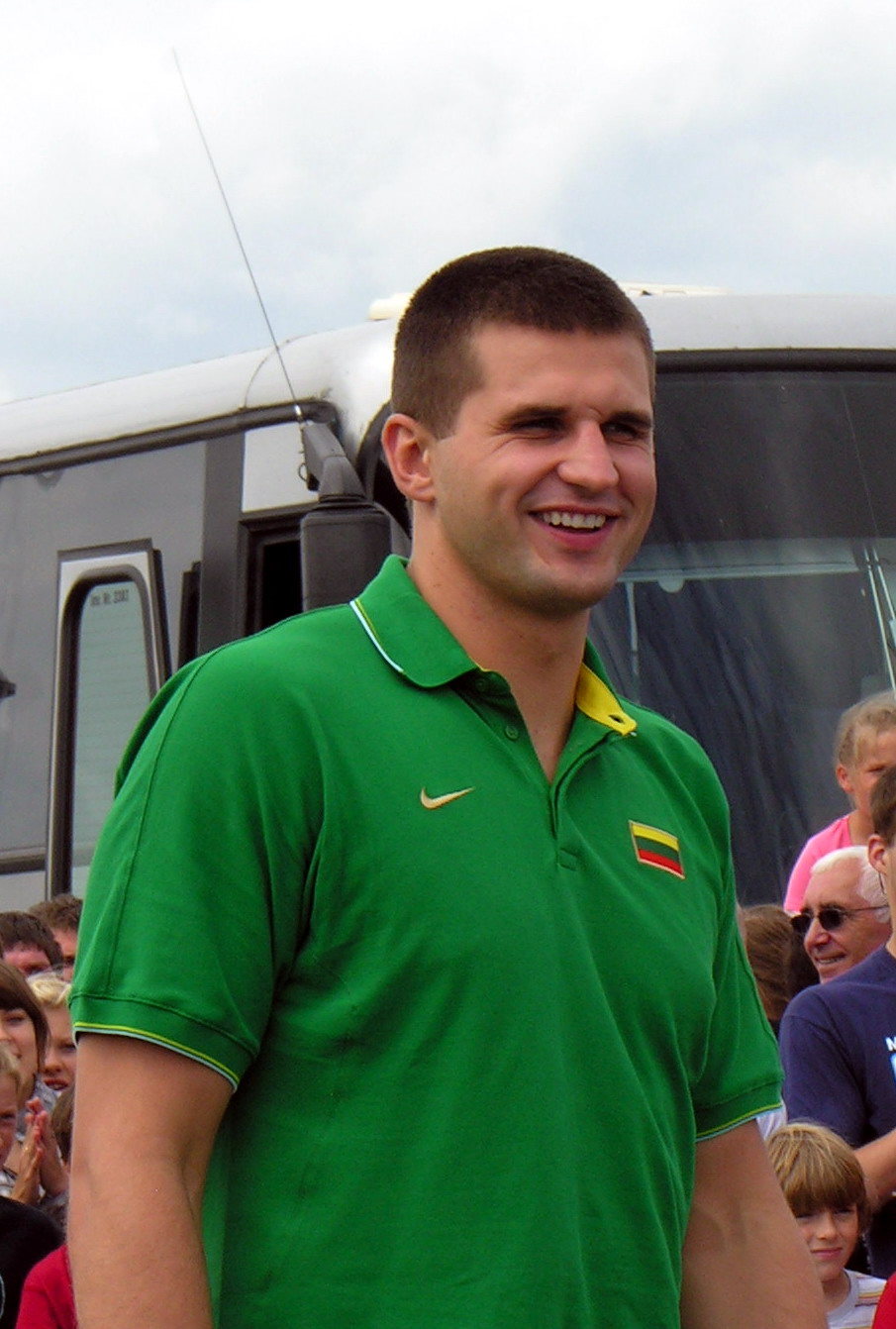
Linas Kleiza
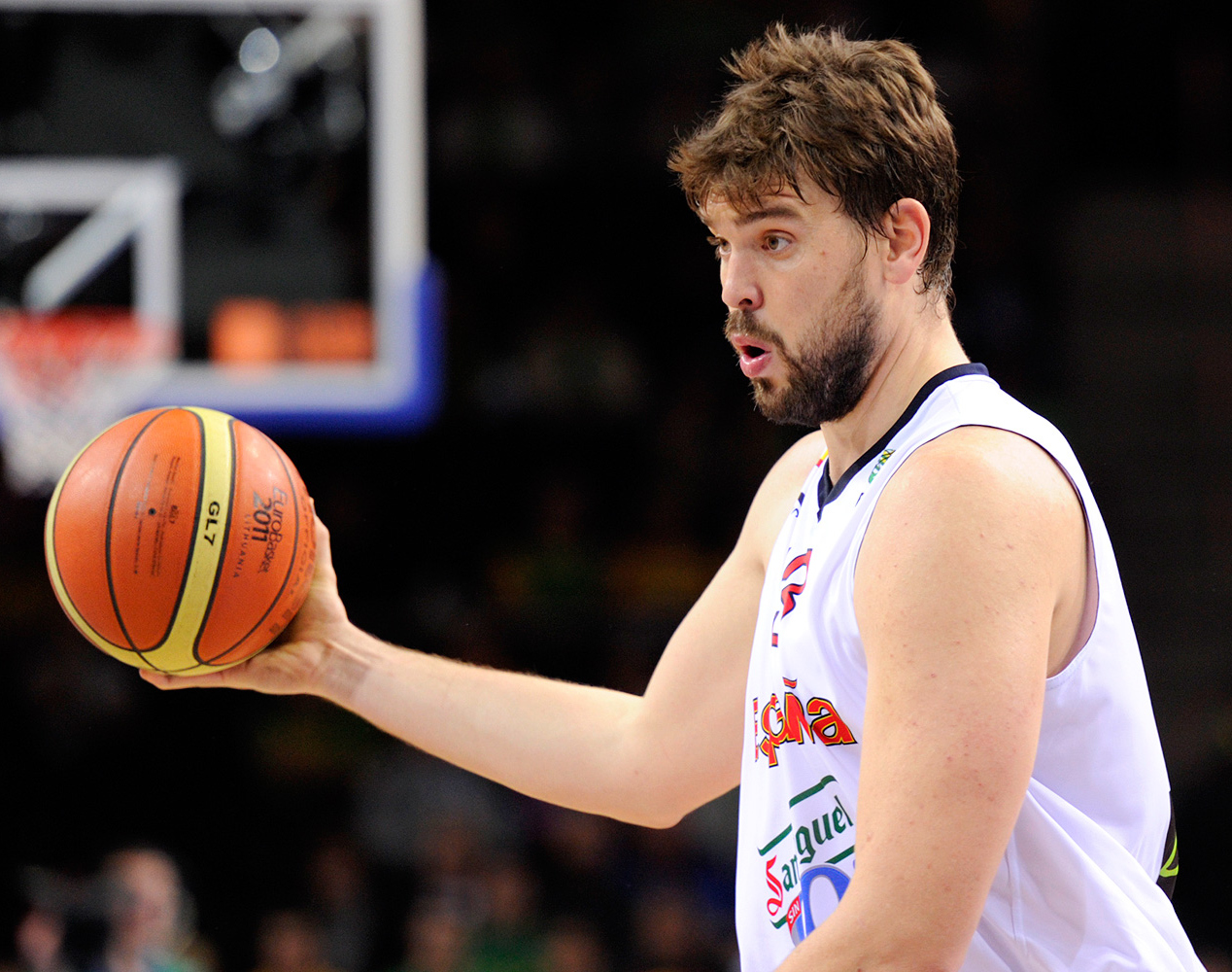
Marc Gasol

## Impact et retombées

### Médias
La compétition est retransmise dans 157 pays et territoires.
En France, les matchs de l'équipe nationale sont tous retransmis sur Canal+ Sport et en différé sur Sport+ (environ deux heures plus tard). Les rencontres des autres équipes (près d'une trentaine) sont retransmises en direct sur Sport+. À partir des demi-finales, les rencontres de l'équipe de France sont également diffusées sur les chaînes du groupe France Télévisions (France 4 puis France 2).
| Pays               | Chaine TV             |
| ------------------ | --------------------- |
| Afrique du Sud     | SuperSport            |
| Albanie            | RVSH                  |
| Allemagne          | Das Erste             |
| Argentine          | DirecTV               |
| Belgique           | Be TV                 |
| Belgique           | Telenet               |
| Bosnie-Herzégovine | RTRS                  |
| Bosnie-Herzégovine | FTV                   |
| Brésil             | SporTV                |
| Brésil             | ESPN Brasil           |
| Brésil             | TV Esporte Interativo |
| Chine              | CCTV-5                |
| Croatie            | HRT                   |
| Chypre             | CYTA                  |
| Danemark           | Viasat Sport          |
| Espagne            | Telecinco             |
| Espagne            | Cuatro                |
| Espagne            | Energy                |
| Estonie            | Viasat Sport Baltic   |
| États-Unis         | ESPN3                 |
| Finlande           | Viasat Sport          |
| Finlande           | YLE                   |
| France             | Sport+                |
| France             | Canal+ Sport          |
| France             | France 4              |
| France             | France 2              |
| Géorgie            | 1TV                   |
| Grèce              | ANT1                  |
| Grèce              | OTE                   |
| Hongrie            | Sport 1               |
| Inde               | NEO Sports            |

| Pays               | Chaine TV           |
| ------------------ | ------------------- |
| Israël             | Sport 5             |
| Italie             | Rai Sport           |
| Lettonie           | TV6                 |
| Lettonie           | Viasat Sport Baltic |
| Lituanie           | TV3                 |
| Lituanie           | Viasat Sport Baltic |
| Japon              | Fuji TV             |
| Macédoine          | Sitel               |
| Malaisie           | Astro               |
| Monténégro         | TV Vijesti          |
| Norvège            | Viasat Sport        |
| Pays-Bas           | Sport1              |
| Philippines        | Solar TV            |
| Philippines        | Basketball TV       |
| Pologne            | Polsat              |
| Portugal           | SportTV             |
| Qatar              | Al Jazeera Sports   |
| République tchèque | ČTV                 |
| Royaume-Uni        | BT Sport            |
| Roumanie           | Digi TV             |
| Serbie             | RTS                 |
| Singapour          | StarHub             |
| Slovaquie          | Slovak Sport.TV     |
| Slovénie           | RTV Slovenija       |
| Slovénie           | Šport TV            |
| Suède              | TV10                |
| Suède              | Viasat Sport        |
| Turquie            | NTV Spor            |
| Ukraine            | XSPORT              |

### Article(s) connexe(s)
- Championnat d'Europe de basket-ball féminin 2013
- Équipe de France de basket-ball en 2013
- Championnat du monde de basket-ball masculin 2014